# 筲箕灣巴士總站

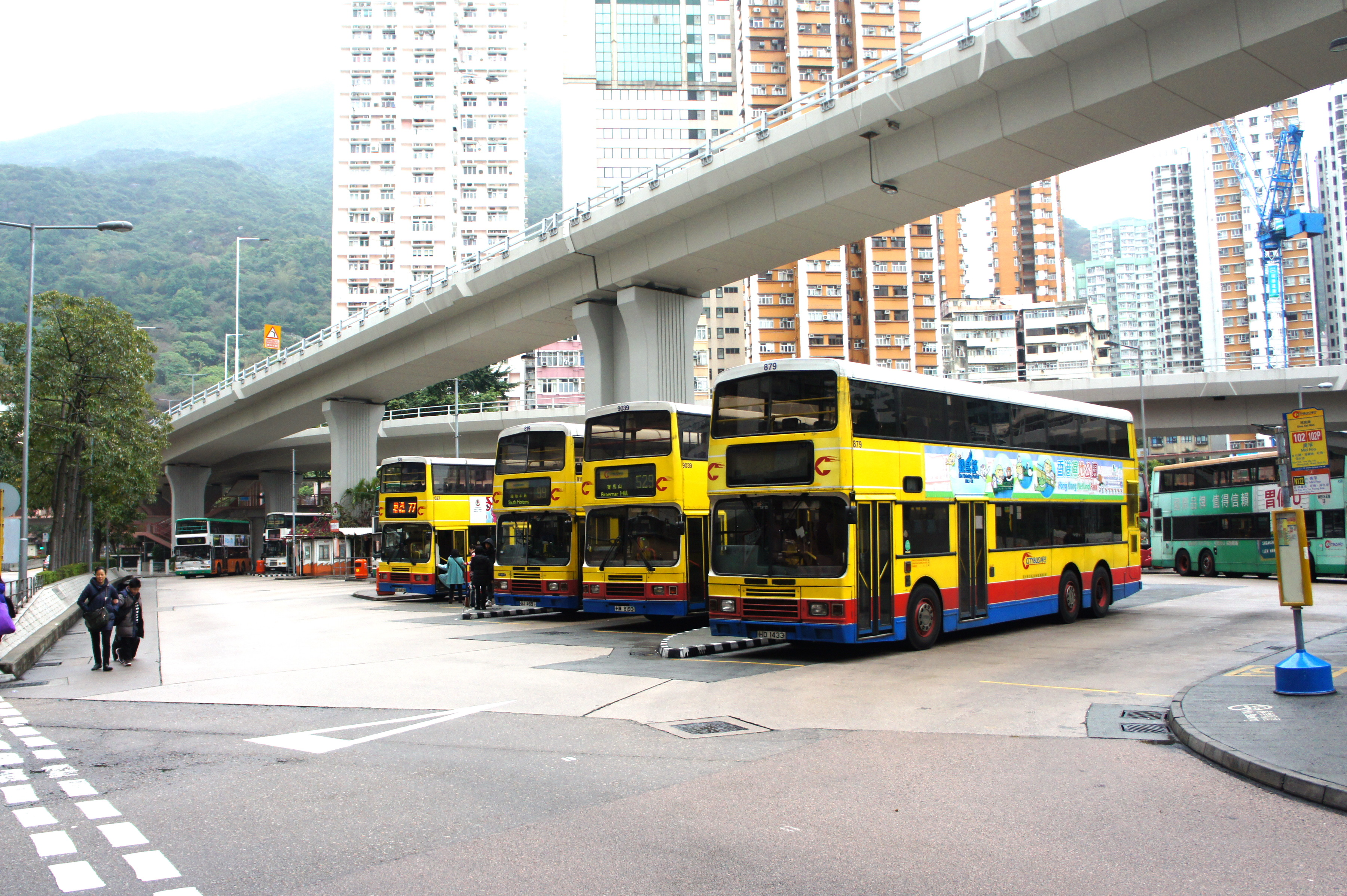
筲箕灣巴士總站，上方天橋為柴灣道與東區走廊連接道。

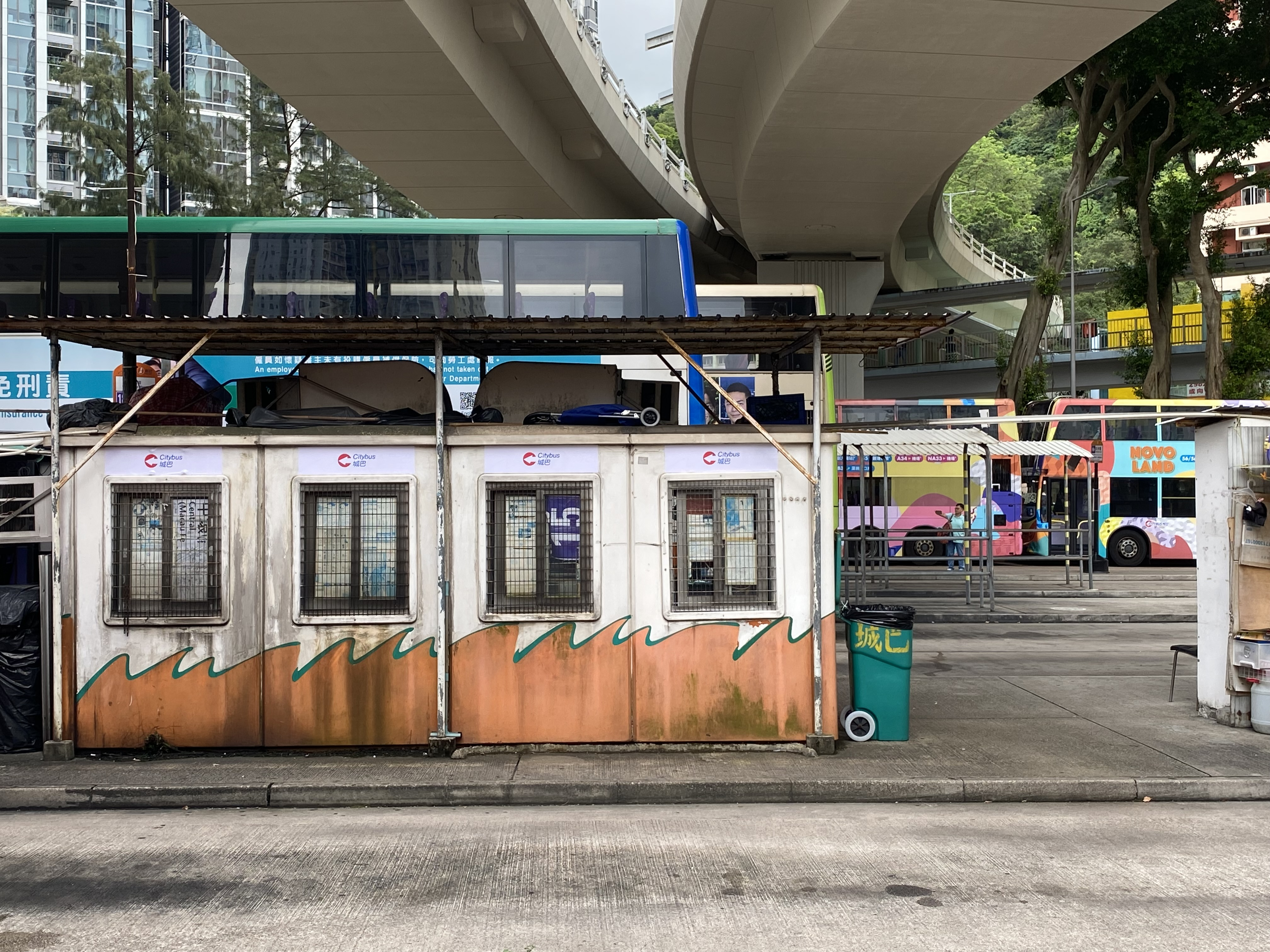
巴士總站茶水站和休息室

筲箕灣巴士總站（英語：Shau Kei Wan Bus Terminus）是香港一個坑狀露天車站，位於筲箕灣愛秩序街旁，介乎南安街與寶文街之間，靠近港鐵筲箕灣站，柴灣道與東區走廊連接道建於其上，入口設於南安街。全站設有南、北兩翼，在2023年城巴新巴專營權合併前，原新巴路線以南翼為總站，而原城巴路線則以北翼為總站。N122線原由新巴經營，理應設於南翼，但由於N122線是城巴102線的通宵班次，因此總站設於北翼。
筲箕灣巴士總站是東區三大巴士總站之一，車坑數目達到十一條。

## 歷史
筲箕灣區內的巴士總站在1980年代之前都是路邊巴士總站，散落在愛秩序街（2、20、20M及89線）、南安街（720）、南安里（9）、工廠街（84）和金華街（102）。區內第一個現代化巴士總站於1982年8月24日啟用，建於現今筲箕灣總站西面的南安街休憩處，設有4條單坑及1條雙坑，供原有停泊於愛秩序街、南安街、南安里的路線使用。
為了修建地下鐵路港島綫及東區走廊第二期，政府於1984年在筲箕灣對開海面進行填海工程，以及收回嘉諾撒修院學校位於筲箕灣道383號的校舍，其後該校遷往海澤街現址，並正名為香港嘉諾撒學校。政府隨即在校舍舊址興建行車天橋連接柴灣道及東區走廊，並於橋底建造一個面積更大的巴士總站，於1984年11月9日正式啟用。
巴士總站啟用對區內巴士服務裨益甚大，加上接駁地鐵港島綫，令筲箕灣巴士總站逐漸發展成區內交通樞紐，服務範圍遍及整個筲箕灣。巴士總站啟用後仍有一段時間於金華街泊街的過海隧道巴士102線，亦於1993年10月3日遷至此站。來自西灣河碼頭的過海隧道巴士110線與城巴99線，以及1999年開辦的新巴2X線等亦以筲箕灣為總站。
愛秩序灣填海工程於1997年完成，區內公營房屋愛東邨、東旭苑和愛蝶灣已在2000年年底至2001年年初入伙，部分主要巴士路線於2001年6月延長至愛秩序灣臨時總站，此站成為該等路線來回方向的中途站。因應社區發展，2X、102與其輔助路線於2006年3月遷回筲箕灣總站，使此站仍能維持東區主要巴士總站的角色。
近年，每逢假日來往石澳郊遊的乘客數目節節上升，城巴9號線在筲箕灣總站原有車坑已日漸不勝負荷。巴士公司藉著全新過海路線613於2017年4月進駐此站的契機，調整站內部分路線的車坑；其中9號線由沿用多年的南面獨立車坑，調往西面路旁，以提供更多空間讓乘客排隊候車。每逢清明節及重陽節期間，城巴389線提供接駁歌連臣角（柴灣墳場）及筲箕灣的服務，並於9號線的K月台上客。

## 總站路線資料

### 城巴9號線
- 筲箕灣 ↔ 石澳

1951年4月16日投入服務，由城巴營運，來往筲箕灣及石澳。每逢假日，不少市民會前往石澳一帶郊遊，因此此線假日班次比平日頻密。

### 城巴9C線
- 筲箕灣 → 歌連臣角

只於重陽節及清明節提供單向服務

### 城巴18X線
- 筲箕灣 ↔ 堅尼地城（卑路乍灣）

2013年7月14日起投入服務，由城巴營辦，是一條港島特快路線，來往筲箕灣及堅尼地城，途經西灣河、鰂魚涌、北角、石塘咀。

### 城巴19P線
- 筲箕灣 → 跑馬地（上）

2013年3月24日投入服務，由城巴營運，前身為新巴19線的特別班次，由筲箕灣單向開往跑馬地（上），只於上課日早上開出一班。

### 城巴77、77A線
77
- 田灣 ↔ 筲箕灣

1998年4月27日投入服務，是一條來往田灣邨，經銅鑼灣，往東區和北角、筲箕灣的路線，是田灣和香港仔居民來往北角以東一帶上班下班的主要巴士路線。
77A
- 筲箕灣 → 田灣

2018年9月17日投入服務，只於星期一至五下午繁忙時間由筲箕灣單向開出一班往田灣，不經耀東邨、鯉景灣及銅鑼灣。

### 城巴85A線
- 筲箕灣 → 寶馬山
北角碼頭 → 筲箕灣

於2013年9月2日投入服務，行走筲箕灣及寶馬山之間。途經西灣河、鰂魚涌、北角、炮台山，只於上課日繁忙時間提供服務。

### 城巴99線
- 海怡半島 ↔ 筲箕灣

1994年11月28日投入服務，現由城巴營辦，是一條來往南區的大型私人屋苑海怡半島和北角、筲箕灣的路線，是鴨脷洲居民來往東區上班下班的路線。

### 過海隧道巴士102、102P線
102
- 筲箕灣 ↔ 美孚

1972年8月5日隨紅磡海底隧道通車而開辦，原由中巴及九巴聯營，屬於首批過海巴士路線，現由九巴及城巴聯營，是來往港島東區及九龍西部的重要路線，也是紅隧過海線王。
102P
- 筲箕灣 ↔ 美孚

2002年4月29日投入服務，為一條港島晨早特別過海路線，於平日繁忙時間服務，途經東區走廊，不停炮台山至銅鑼灣一段。

### 過海隧道巴士110線
- 筲箕灣 ↺ 尖沙咀東（麼地道）
- 筲箕灣 → 尖沙咀東（麼地道）

1987年8月17日投入服務，現由九巴和新巴聯營，途經尖沙咀、紅磡海底隧道、北角、太古城、筲箕灣。

### 城巴389線
- 筲箕灣 ↺ 柴灣墳場／歌連臣角

1960年代末投入服務，原由中巴營運，1998年9月1日中巴專營權結束由新巴接辦，2023年7月1日城巴新巴專營權合併後再改由城巴接辦。只在清明節及重陽節期間行走，往返筲箕灣及歌連臣角。

### 過海隧道巴士608線
- 九龍城（盛德街） ↔ 筲箕灣

2018年8月投入服務，由城巴營運。途經西灣河、康山、鰂魚涌、北角、九龍灣、啟業邨、麗晶花園、啟德及土瓜灣。2020年8月16日起，港島總站延長至筲箕灣。

### 過海隧道巴士613線
- 安泰（西） ↔ 筲箕灣

2017年4月18日投入服務，現由九巴營運，途經寶達、秀茂坪、藍田碧雲道、油塘、北角、鰂魚涌及西灣河。本線為首條服務安達臣道發展區的專營過海隧道巴士路線，亦為九巴首條服務西灣河和筲箕灣的獨營過海隧道路線。

### 過海隧道巴士N122線
- 筲箕灣 ↔ 美孚

1975年12月17日投入服務，現由九巴及城巴聯營，途經彌敦道、加士居道、紅磡海底隧道、英皇道、筲箕灣道。

## 途經路線資料

### 城巴2號線
- 嘉亨灣 ↔ 中環（港澳碼頭）

### 城巴2X線
- 西灣河（嘉亨灣） ↔ 會展站

### 城巴8R線
- 聖保祿醫院 → 小西灣（藍灣半島）

### 城巴18X線(特別班次)
- 柴灣站 → 堅尼地城（卑路乍灣）

### 城巴720線
- 嘉亨灣 ↔ 中環（港澳碼頭）

### 城巴720A線
- 嘉亨灣 → 中環（畢打街）

### 城巴720X線
- 西灣河（嘉亨灣） → 中環（林士街）

### 過海隧道巴士606X線
- 小西灣（藍灣半島） ↔ 九龍灣
- 啟業 → 小西灣（藍灣半島）(特別班次)

### 過海隧道巴士H1B線
- 未有資料，請加入至Module:香港巴士/crh。

## 過往路線
- 新巴19線
- 新巴20線
- 城巴529線

## 車坑分佈
| 車坑分佈（由前至後，由左至右） | 車坑分佈（由前至後，由左至右） | 車坑分佈（由前至後，由左至右）                               |
| 車坑編號                       | 車坑寬度                       | 路線                                                         |
| ------------------------------ | ------------------------------ | ------------------------------------------------------------ |
| A                              | 雙坑                           | 過海隧道巴士102、102P、N122線                                |
| B                              | 雙坑                           | 城巴19P、85A、99線                                           |
| C                              | 雙坑                           | 城巴77、77A線                                                |
| D                              | 雙坑                           | 過海隧道巴士608線                                            |
| E                              | 單坑                           | 城巴2、2X、720線（往嘉亨灣）、過海隧道巴士606X線（往九龍灣） |
| F                              | 單坑                           | 過海隧道巴士110線                                            |
| G                              | 單坑                           | 過海隧道巴士613線                                            |
| H                              | 雙坑                           | 城巴18X線                                                    |
| I                              | 單坑                           | 城巴2線（往中環）、過海隧道巴士606X線（往小西灣）            |
| J                              | 單坑                           | 城巴720（往嘉亨灣）、720A線                                  |
| L                              | 雙坑                           | 城巴2X（往灣仔）、389線                                      |
| K                              | 路旁                           | 城巴9、720X線                                                |

## 外部連結
- 筲箕灣巴士總站 （页面存档备份，存于），城巴／新巴